# Ohinauiti Island
Ohinauiti Island ist eine Insel nordöstlich der Coromandel Peninsula im Norden der Nordinsel von Neuseeland.

## Geographie
Die Insel befindet sich 5,35 km östlich eines östlichen Ausläufers der Coromandel Peninsula und rund 20 km nordöstlich von Whitianga, einer Kleinstadt am Whitianga Harbour und der Mercury Bay. Ohinauiti Island besitzt eine Fläche von rund 4,9 ha, eine Länge von rund 530 m in Westsüdwest-Nordnordost-Richtung und kommt auf eine maximale Breite von rund 140 m in Ost-West-Richtung. Die Insel besitzt eine Höhe von etwas über 40 m.
Die Schwesterinsel Ohinau Island liegt in einer Entfernung von 555 m in südwestlicher bis südlicher Richtung. Weitere Inseln, die sich in Sichtweite befinden, sind, Flat Island, rund 1,4 km westnordwestlich, Motukoruenga Island, rund 3,9 km westsüdwestlich und  Danger Rocks rund 1,5 km östlich.